# Gokiso (métro de Nagoya)
Gokiso (御器所駅, Gokiso-eki) est une station du métro de Nagoya sur les lignes Tsurumai et Sakura-dōri dans l'arrondissement de Shōwa à Nagoya.

## Situation sur le réseau
La station Gokiso est située au point kilométrique (PK) 11,9 de la ligne Tsurumai et au PK 8,4 de la ligne Sakura-dōri.

## Histoire
La station a été inaugurée le 18 mars 1977 sur ligne Tsurumai. La ligne Sakura-dōri y arrive le 30 mars 1994.

## Services aux voyageurs

### Accès et accueil
La station est ouverte tous les jours.

### Desserte

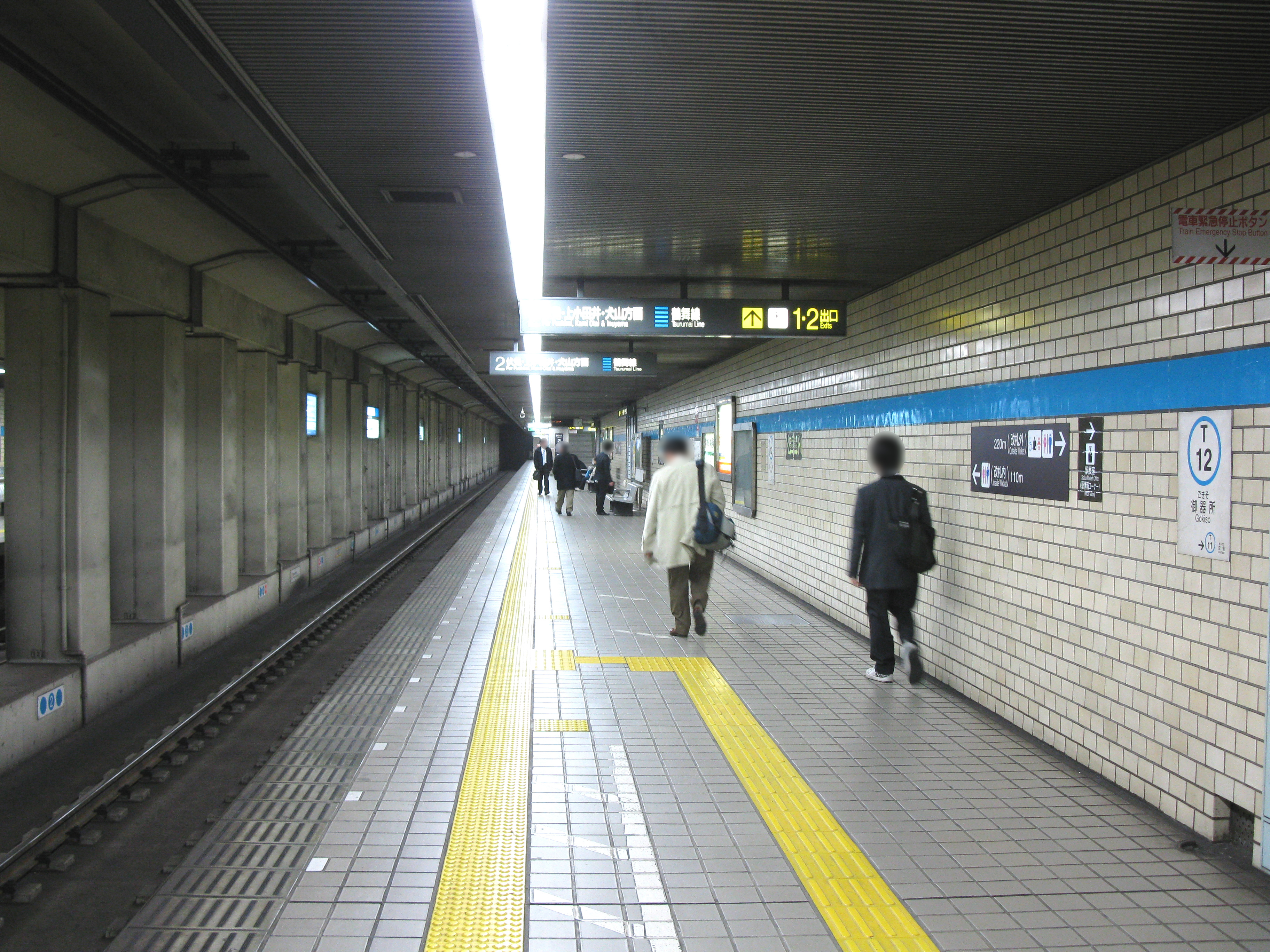
Vue des quais de la ligne Tsurumai

- Ligne Tsurumai :
  - voie 1 : direction Akaike
  - voie 2 : direction Kami-Otai
- Ligne Sakura-dōri :
  - voie 3 : direction Tokushige
  - voie 4 : direction Taiko-dori